# شهوت زندگی (آلبوم ایگی پاپ)
شهوت زندگی (انگلیسی: Lust for Life) دومین آلبوم استودیویی موسیقی‌دان آمریکایی ایگی پاپ است که در ۹ سپتامبر ۱۹۷۷ توسط آرسی‌ای رکوردز منتشر شد. این آلبوم بعد از ابله که در مارس همان سال منتشر شد، دومین همکاری او با دوست و موسیقی‌دان انگلستانی دیوید بویی است. مدت کوتاهی بعد از اینکه بویی آلبوم خودش به‌نام کم را در ژانویه منتشر کرد، پاپ برای تبلیغ از ابله همراه با بویی توری را برگزار کرد. در پایان تور، پاپ و بویی دوباره در برلین گرد هم آمدند تا آلبوم انفرادی بعدی پاپ را ضبط کنند.
شهوت زندگی از مه تا ژوئن ۱۹۷۷ در برلین غربی ضبط شد و تهیه‌کنندگی آن بر عهدهٔ بویی، پاپ و کالین تورستون بود. این آلبوم صدای هارد راک و پروتوپانک مشابه سبک آثار قبلی استوجز دارد. آرسی‌ای تبلیغ کمی را برای این آلبوم انجام داد اما در نهایت در شمارهٔ ۲۸ جدول فروش  آلبوم‌های بریتانیا قرار گرفت. این آلبوم مورد استقبال منتقدان قرار گرفت و بسیاری از اجرای پرانرژی پاپ و نقش بزرگتر او در مقایسه با ابله تمجید کردند. این آلبوم آخرین همکاری پاپ و بویی تا اواسط دههٔ ۱۹۸۰ بود.